# Ormelifossen
Ormelifossen er et vandfald i Fortundalen i Luster kommune i Sogn og Fjordane. Den ligger i elven Granfasta som er udbygget til vandkraftproduktion i Skagen kraftverk, og Ormelifossen er derfor tørlagt størstedelen af året. 
Det har et fald på omkring 550 m.